# Ekrem İmamoğlu
Ekrem İmamoğlu (Akçaabat, 4 juni 1970) is een Turkse politicus en is sinds 27 juni 2019 de burgemeester van Istanboel. İmamoğlu was eerder tussen 2014 en 2019 de burgemeester van Beylikdüzü, een westelijk district van de provincie Istanboel.
Als underdogkandidaat rees İmamoğlu in korte termijn naar de top, waarbij zelfs de prominente CHP-kandidaat Muharrem İnce werd ingehaald. İmamoğlu werd beëdigd als burgemeester van Istanboel op 17 april 2019.
Na de onverwachte overwinning van İmamoğlu waarbij de campagne van de regerende AK-partij hem aanzienlijk financieel overtrof en meer media-aandacht kreeg, werd İmamoğlu een rijzende ster in de Turkse politiek en een potentiële kandidaat om Recep Tayyip Erdoğan uit te dagen bij de Turkse presidentsverkiezingen in 2023. Hij werd echter slechts kandidaat om de vicepresident te worden en de verkiezingen werden gewonnen door zittend president Erdoğan. 
Op 19 maart 2025 werd İmamoğlu gearresteerd door de Turkse politie op verdenking van onder meer terrorisme en corruptie. Dit gebeurde vier dagen voor de presidentskandidaat verkiezing van zijn partij. Zijn arrestatie leidde tot protesten en onlusten in diverse Turkse steden omdat zijn gevangenneming politiek gemotiveerd zou zijn.

## Levensloop

### Persoonlijk leven
İmamoğlu werd geboren op 4 juni 1970 in de stad Akçaabat, ten westen van de stad Trabzon in Turkije. Hij behaalde zijn middelbare-schooldiploma aan het Lyceum van Trabzon, waar hij amateurvoetbal speelde. Hoewel het gezin hierna naar Istanbul verhuisde, is hij fan gebleven van de lokale voetbalclub Trabzonspor, waar hij ook enige jaren hoge bestuursfuncties bekleedde. Hij studeerde af aan de Universiteit van Istanboel en behaalde een bachelor in bedrijfskunde en een master in human resource management. Na zijn afstuderen sloot hij zich aan bij het familiebedrijf (gericht op de bouwsector). In 1995 trouwde hij met Dilek Kaya, samen hebben ze drie kinderen.

### Politieke carrière
İmamoğlu sloot zich aan bij de Republikeinse Volkspartij (CHP) in 2008 en werd verkozen als hoofd van de jeugdafdeling in 2009. Op 16 september 2009 werd hij door de CHP geselecteerd als de lijsttrekker van de lokale partij in de wijk Beylikdüzü in Istanboel. Hij werd vervolgens herkozen op 8 maart 2012, waarna hij op 15 juli 2013 ontslag nam van deze functie om zich kandidaat te stellen voor het burgemeesterschap in het district Beylikdüzü. Deze burgemeestersverkiezing vond plaats op 30 maart 2014 als onderdeel van de Turkse lokale verkiezingen in 2014. İmamoğlu won deze verkiezing met 50,44% van de stemmen, waarmee de zittende AK-partijkandidaat Yusuf Uzun werd verslagen.
Na het ontslag van toenmalig burgemeester Kadir Topbaş van Istanboel op 23 september 2017, werd İmamoğlu genomineerd door de CHP om hem te vervangen. In de verkiezing onder de gemeenteraad van Istanboel om de rest van de termijn van Topbaş te vervullen, verloor İmamoğlu na drie rondes van de partijgeneraal van de AK-partij, Mevlüt Uysal, met een minderheid van 125-179 stemmen.

### Burgemeester Istanboel
Op 31 maart 2019 vonden de lokale verkiezingen plaats in Turkije, waarbij burgers viermaal een stem moesten uitbrengen op burgemeesters/raadsleden voor 1. metropolen, 2. districten, 3. gemeenten en 4. provincies. In 2018 nomineerde de CHP opnieuw İmamoğlu voor de positie van burgemeester van metropool Istanboel. Zowel de İyi-partij, die een alliantie vormde met de CHP, alsmede de Democratische Partij van de bevolking (HDP), onthield zich om kandidaten te nomineren, wat mogelijk de steun voor İmamoğlu heeft vergroot.
In de aanloop naar de lokale verkiezingen van 2019 kreeg zijn campagne wereldwijde aandacht door de zachtaardige en verenigende aanpak, wat resulteerde in hoge scores in opiniepeilingen tegen zijn rivaal Binali Yıldırım, de gezamenlijke kandidaat van de nationalistische Partij van de Nationalistische Beweging (MHP) en de AK-partij.
Op de avond van de verkiezingen bleek İmamoğlu de AK-partijkandidaat Binali Yıldırım met ongeveer 25.000 stemmen verschil te verslaan. De AK-partij heeft het resultaat namens haar kandidaat betwist en beweerde dat ongeldige stemmen de verkiezingen hebben beïnvloed, waarna spoedig grote posters in de stad werden opgehangen die Yıldırım als de winnaar van de verkiezingen verklaarden. İmamoğlu heeft op zijn beurt de AK-partij ervan beschuldigd "slechte verliezers" te zijn. Na een door de regering gesteunde hertelling, werd de voorsprong van İmamoğlu uiteindelijk teruggebracht tot ongeveer 16.000 stemmen. Dit had echter geen invloed op het eindresultaat. Op 17 april 2019 kreeg İmamoğlu zijn mandaat voor het burgemeesterschap.

#### Nieuwe verkiezingen
Zijn burgemeesterschap van Istanboel was echter van korte duur, namelijk drie weken van 17 april tot 6 mei 2019. Na klachten door de MHP en AK-partij besloot de Hoge Kiesraad op 6 mei 2019 om specifiek de burgemeestersverkiezing ongeldig te verklaren, met als reden dat er mogelijk sprake was geweest van fraude. Volgens de Hoge Kiesraad was gebleken dat sommige voorzitters van stembureaus geen ambtenaren waren (wat verplicht is volgens de Turkse wet). Door een deel van de bevolking werd dit gezien als de Hoge Kiesraad die zwichtte voor regeringspartij AK-partij, die in de dagen voor het besluit de druk op de Hoge Kiesraad had opgevoerd bij monde van president Recep Tayyip Erdoğan. Ook was er geen verklaring waarom de Hoge Kiesraad niet had besloten om de algehele lokale verkiezingen van Istanboel over te doen, omdat alle uitgebrachte stemmen voor de metropolen, districten, gemeenten en provincies bij eenzelfde stembureau werden verwerkt en daarmee even vatbaar moesten zijn geweest voor potentiële fraude.
De nieuwe (metropool-)verkiezing voor het burgemeesterschap van Istanboel werden gehouden op 23 juni 2019. In afwachting stelde het Turkse ministerie van Binnenlandse Zaken Ali Yerlikaya aan als waarnemend burgemeester van Istanboel. İmamoğlu won de nieuwe verkiezingen met een voorsprong van 800.000 stemmen.

### Veroordeling
In december 2022 veroordeelde een Turkse rechtbank İmamoğlu tot twee jaar gevangenis voor het beledigen van publieke functionarissen. Dit had betrekking op een uitspraak van hem uit 2019 waarin hij degenen die de verkiezingen op 31 maart annuleerden "idioten" had genoemd. Behoudens hervorming van het vonnis in beroep kan İmamoğlu niet deelnemen aan de presidentsverkiezingen van 2023 en is de voornaamste opponent van president Erdogan uitgeschakeld.
In 2024 werd İmamoğlu overtuigend herkozen als burgemeester van Istanboel. Hij kreeg meer dan 50% van de stemmen.

### Arrestatie
Op 19 maart 2025 werd İmamoğlu gearresteerd door de Turkse politie op verdenking van corruptie, witwassen, fraude, machtsmisbruik en terrorisme. Dit gebeurde vier dagen voor zijn verkiezing tot presidentskandidaat door zijn partij. De volgende presidentsverkiezingen in Turkije zijn uitgeschreven voor 2028, maar kunnen vervroegd worden. Een dag eerder had de politie al een huiszoeking uitgevoerd bij hem, nadat een universiteit zijn diploma ongeldig had verklaard vanwege vermeende onregelmatigheden. Een diploma is een vereiste om president van Turkije te kunnen worden. 
Na zijn arrestatie gingen in diverse steden tienduizenden aanhangers van de oppositie de straat op. Zij steunden de burgemeester en andere arrestanten. In Ankara kwam het tot confrontaties waarbij de politie pepperspray inzette. Op 23 maart 2025 oordeelde de rechter dat hij zijn proces in de gevangenis moet afwachten.. Op 16 juli 2025 is hij daadwerkelijk veroordeeld tot 1 jaar en 8 maanden celstraf. 